# Jean Laurent (banquier, 1900)
Pour les articles homonymes, voir Laurent et Jean Laurent.
Jean Laurent, né à Chaumont (Haute-Marne) le 2 septembre 1900 et mort à Paris le 8 septembre 1952, est un banquier, polytechnicien et inspecteur des finances français. Il fut notamment directeur général de la Banque de l'Indochine, et directeur de cabinet du général de Gaulle quand il était sous-secrétaire d'État. Il participa en août 1944 aux négociations pour la reddition de Paris.

## Carrière
Inspecteur des finances, il sert au Cabinet Poincaré (1926-1928) avant de rejoindre la Banque de l'Indochine où il fera toute sa carrière :
- inspecteur général (1928-1938)
- membre du Conseil d'administration (1938-1940)
- directeur général adjoint (1940-1945)
- directeur général (1945-1952)

## Guerre et après-guerre
Jean Laurent fut brièvement directeur de cabinet du Général de Gaulle en mai et juin 1940. Il replia la direction de la banque de l'Indochine à Marseille, pour éviter les pressions de l'occupant tout en participant aux réseaux de renseignement Alliance (recruté par Paul Bernard) et Jade-Amicol. Il permet notamment à Alliance d'entrer en contact avec des militaires préparant un attentat contre Hitler. À la suite de l'arrestation de son chef Paul Bernard, il assure une partie de l'intérim, le temps que Londres permette à Marie-Madeleine Fourcade de reprendre la tête du réseau en août.
Au moment de l'insurrection parisienne, en août 1944, il facilite depuis le siège de la banque les négociations entre le consul général de Suède, Raoul Nordling, et le général von Choltitz. L'action de Jean Laurent a probablement contribué à éviter la nationalisation de la banque en 1945. Il est toutefois arrêté à la Libération sous l'accusation d'avoir favorisé la vente d'avions à l'Allemagne pendant la guerre, mais obtient un certificat de résistance grâce aux témoignages de Jacques Soustelle et André Diethelm.
À partir de 1945, Jean Laurent implanta la banque au Moyen-Orient, pour la faire participer à l'expansion pétrolière.
Il est promu commandeur de la Légion d'honneur en 1951.
Il meurt le 8 septembre 1952 asphyxié dans son appartement parisien dans des circonstances mystérieuses, en pleine « affaire des piastres ».